# Ampelocera hottlei
Ampelocera hottlei är en hampväxtart som först beskrevs av Paul Carpenter Standley, och fick sitt nu gällande namn av Paul Carpenter Standley. Ampelocera hottlei ingår i släktet Ampelocera och familjen hampväxter. Inga underarter finns listade i Catalogue of Life.